# Thạch Hà Tử
Thạch Hà Tử (tiếng Trung: 石河子; bính âm: Shíhézǐ; Uyghur: شىخەنزە‎, ULY: Shihenze, UPNY: Xihənzə?) là một thành phố cấp huyện của khu tự trị Tân Cương, Trung Quốc. Thành phố không trực thuộc địa khu nào và là đô thị lớn thứ hai ở Tân Cương sau Urumqi. Đại đa số cư dân của thành phố là người Hán, các dân tộc thiểu số chỉ chiếm 5,4%.
Ngành công nghiệp dệt và thực phẩm là những lĩnh vực công nghiệp quan trọng nhất của thành phố. Đường sắt nối giữ Ô Tô và Ürümqi đi qua địa giới của thành phố, trong khi cũng có một kế hoạch xây dựng một hệ thống xa lộ chất lượng tốt xung quanh thành phố.

### Nhai đạo
- Tân Thành (新城街道)
- Hướng Dương (向阳街道)
- Hồng Sơn (红山街道)
- Lão Nhai (老街街道)
- Đông Thành (东城街道)

### Trấn
- Bắc Tuyền (北泉镇)

### Hương
- Thạch Hà Tử (石河子乡)